# Rajd 1000 Miglia 2004
Rajd 1000 Miglia 2004 (28. Rally 1000 Miglia) – 28 edycja rajdu samochodowego Rajd 1000 Miglia rozgrywanego we Włoszech. Rozgrywany był od 1 do 3 kwietnia 2004 roku. Była to pierwsza runda Rajdowych Mistrzostw Europy w roku 2004 oraz trzecia runda Rajdowych Mistrzostw Włoch. Składał się z 16 odcinków specjalnych.

## Klasyfikacja rajdu
| Miejsce                                        | Kierowca                                       | Pilot                                          | Samochód                                       | Czas                                           | Strata                                         |                                                |
| Klasyfikacja generalna, ERC i mistrzostw Włoch | Klasyfikacja generalna, ERC i mistrzostw Włoch | Klasyfikacja generalna, ERC i mistrzostw Włoch | Klasyfikacja generalna, ERC i mistrzostw Włoch | Klasyfikacja generalna, ERC i mistrzostw Włoch | Klasyfikacja generalna, ERC i mistrzostw Włoch | Klasyfikacja generalna, ERC i mistrzostw Włoch |
| ---------------------------------------------- | ---------------------------------------------- | ---------------------------------------------- | ---------------------------------------------- | ---------------------------------------------- | ---------------------------------------------- | ---------------------------------------------- |
| 1.                                             | Giandomenico Basso                             | Mitia Dotta                                    | Fiat Punto S1600                               | 3:31:00.1                                      | 0.0                                            |                                                |
| 2.                                             | Luca Pedersoli                                 | Daniele Vernuccio                              | Peugeot 306 Maxi                               | 3:31:34.9                                      | +34.8                                          |                                                |
| 3.                                             | Paolo Andreucci                                | Anna Andreussi                                 | Fiat Punto S1600                               | 3:32:02.1                                      | +1:02.0                                        |                                                |
| 4.                                             | Piero Longhi                                   | Danilo Fappani                                 | Subaru Impreza STi                             | 3:32:44.2                                      | +1:44.1                                        |                                                |
| 5.                                             | Simon Jean-Joseph                              | Jack Boyere                                    | Renault Clio S1600                             | 3:33:04.2                                      | +2:04.1                                        |                                                |
| 6.                                             | Luca Cantamessa                                | Piercarlo Capolongo                            | Mitsubishi Lancer Evo VII                      | 3:33:37.7                                      | +2:37.6                                        |                                                |
| 7.                                             | Luca Rossetti                                  | Daniele De Luis                                | Citroën Saxo S1600                             | 3:33:41.6                                      | +2:41.5                                        |                                                |
| 8.                                             | Stefano Bizzarri                               | Massimiliano Bosi                              | Fiat Punto S1600                               | 3:35:01.5                                      | +4:01.4                                        |                                                |
| 9.                                             | Andrea Dallavilla                              | Tania Canton                                   | Citroën C2 S1600                               | 3:35:08.4                                      | +4:08.3                                        |                                                |
| 10.                                            | Renato Travaglia                               | Flavio Zanella                                 | Peugeot 206 S1600                              | 3:35:23.3                                      | +4:23.2                                        |                                                |